# Bàsquet als Jocs Panamericans de 2011
La competició de bàsquet dels Jocs Panamericans de 2011 es varen jugar al Domo del CODE de Guadalajara, Mèxic, des del 21 al 30 d'octubre de 2011.

## Proves
Hi hagué dos esdeveniments d'aquest esport:
- Bàsquet masculí (8 seleccions)
- Bàsquet femení (8 seleccions)

## Competició femenina

### Classificació
Es classifiquen directament per aquest esport els tres equips amfitrions (Mèxic, el Canadà i els Estats Units) i els campions dels dos torneigs regionals: 3 equips sud-americans i 2 centre-americans.
| Event                                    | Data                                | Seu           | Places | Classificat(s)                |
| ---------------------------------------- | ----------------------------------- | ------------- | ------ | ----------------------------- |
| País amfitrió                            | –                                   | –             | 1      | Mèxic                         |
| Classificació automàtica                 |                                     |               | 2      | Canadà · Estats Units         |
| Campionat Centre-americà de Bàsquet 2010 | 5 de juliol – 12 de juliol de 2010  | Santo Domingo | 2      | Puerto Rico · Jamaica         |
| Campionat Sud-americà de Bàsquet 2010    | 26 de juliol – 31 de juliol de 2010 | Neiva         | 3      | Brasil · Argentina · Colòmbia |
| TOTAL                                    |                                     |               | 8      |                               |

### Format
- Vuit seleccions nacionals americanes de bàsquet són separades en dos grups de 4 equips. Els 2 primers de cada grup classifiquen per a la fase de semifinals.
- Els equips que acaben tercers i quarts jugaran amb les seleccions cinquena a vuitena.
- Durant les semifinals, els enfrontaments seran: A1 vs. B2 i B1 vs. A2
- Els equips vencedors de les semifinals jugaran per la medalla d'or. Els equips perdedors, mentrestant, jugaran per la medalla de bronze.

A continuació, hi ha una taula amb les vuit seleccions de bàsquet que participen en aquesta edició. Al costat de cadascuna hi és la seva posició al rànking mundial.
| Pot 1                              | Pot 2                            | Pot 3                                     | Pot 4                       |
| ---------------------------------- | -------------------------------- | ----------------------------------------- | --------------------------- |
| - Estats Units (1) - Argentina (3) | - Brasil (16) - Puerto Rico (15) | - Canadà (23) - República Dominicana (30) | - Mèxic (27) - Uruguai (25) |

### Fase de grups

#### Grup A
| Equip        | Pts | PJ | PG | PP | PF  | PC  | Dif |
| ------------ | --- | -- | -- | -- | --- | --- | --- |
| Mèxic        | 5   | 3  | 2  | 1  | 192 | 218 | -26 |
| Puerto Rico  | 5   | 3  | 2  | 1  | 222 | 216 | +6  |
| Argentina    | 4   | 3  | 1  | 2  | 185 | 186 | -1  |
| Estats Units | 4   | 3  | 1  | 2  | 212 | 191 | +21 |

#### Grup B
| Equip    | Pts | PJ | PG | PP | PF  | PC  | Dif  |
| -------- | --- | -- | -- | -- | --- | --- | ---- |
| Brasil   | 6   | 3  | 3  | 0  | 280 | 141 | +139 |
| Colòmbia | 4   | 3  | 2  | 1  | 195 | 169 | +26  |
| Canadà   | 2   | 3  | 1  | 2  | 206 | 166 | +40  |
| Jamaica  | 0   | 3  | 0  | 3  | 89  | 295 | -206 |

### Medaller
| Posició           | Equip        | Punts |
| ----------------- | ------------ | ----- |
| Medalla d'or      | Puerto Rico  | 4 — 1 |
| Medalla de plata  | Mèxic        | 3 — 2 |
| Medalla de bronze | Brasil       | 4 — 1 |
| 4                 | Colòmbia     | 2 — 3 |
| 5                 | Argentina    | 2 — 2 |
| 6                 | Canadà       | 1 — 3 |
| 7                 | Estats Units | 2 — 2 |
| 8                 | Jamaica      | 0 — 4 |

| Jocs Panamericans 2011   |
| ------------------------ |
| Puerto Rico              |
| Puerto Rico Primer títol |

## Competició masculina

### Fase de grups

#### Grup A
| Equip       | Pts | PJ | PG | PP | PF  | PC  | Dif |
| ----------- | --- | -- | -- | -- | --- | --- | --- |
| Puerto Rico | 5   | 3  | 2  | 1  | 231 | 206 | +25 |
| Mèxic       | 5   | 3  | 2  | 1  | 231 | 194 | +37 |
| Canadà      | 4   | 3  | 1  | 2  | 206 | 238 | -32 |
| Argentina   | 4   | 3  | 1  | 2  | 214 | 244 | -30 |

#### Grup B
| Equip                | Pts | PJ | PG | PP | PF  | PC  | Dif |
| -------------------- | --- | -- | -- | -- | --- | --- | --- |
| Estats Units         | 5   | 3  | 2  | 1  | 245 | 235 | +10 |
| República Dominicana | 5   | 3  | 2  | 1  | 230 | 209 | +21 |
| Brasil               | 4   | 3  | 1  | 2  | 234 | 244 | -10 |
| Uruguai              | 4   | 3  | 1  | 2  | 208 | 229 | -21 |

### Medaller
| Posició           | Equip                | Punts |
| ----------------- | -------------------- | ----- |
| Medalla d'or      | Puerto Rico          | 4–1   |
| Medalla de plata  | Mèxic                | 3–2   |
| Medalla de bronze | Estats Units         | 3–2   |
| 4                 | República Dominicana | 2–3   |
| 5                 | Brasil               | 2–2   |
| 6                 | Canadà               | 1–3   |
| 7                 | Argentina            | 2–2   |
| 8                 | Uruguai              | 1–3   |

| Jocs Panamericans 2011  |
| ----------------------- |
| Puerto Rico             |
| Puerto Rico Segon títol |

## Calendari
| Octubre | 13 | 14 | 15 | 16 | 17 | 18 | 19 | 20 | 21 | 22 | 23 | 24 | 25 | 26 | 27 | 28 | 29 | 30 |
| ------- | -- | -- | -- | -- | -- | -- | -- | -- | -- | -- | -- | -- | -- | -- | -- | -- | -- | -- |
| Bàsquet |    |    |    |    |    |    |    |    |    |    |    |    | 1  |    |    |    |    | 1  |

|  | Dia de competició |  | Dia de final |

## Controvèrsia
El torneig panamericà de bàsquet va estar a punt de ser cancel·lat atès que el Comitè Olímpic Mexicà (COM) no volia reconèixer l'Associació Esportiva Mexicana de Bàsquet (ADEMEBA) com a representant a la Federació Internacional de Bàsquet (FIBA). La FIBA havia amenaçat de suspendre la filiació de l'ADEMEBA, posant el torneig de bàsquet en perill. No obstant això, després d'un acord entre les federacions i l'Organització Esportiva Panamericana (ODEPA), l'event va ser confirmat i serà creada una comissió per inscriure els atletes mexicans.